# Фотиново (Кырджалийская область)
Фотиново (болг. Фотиново) — село в Болгарии. Находится в Кырджалийской области, входит в общину Кирково.
Население села на 15 декабря 2008 года — 805 человек.
Неподалёку есть пещеры Ушите и Сапь-Дупка.

## Политическая ситуация
В местном кметстве Фотиново, в состав которого входит Фотиново, должность кмета (старосты) исполняет Назиф Акиф Сюлейман (Движение за права и свободы (ДПС)) по результатам выборов 2007 года правления кметства.
Кмет (мэр) общины Кирково — Шукран Кязим Идриз (Движение за права и свободы (ДПС)) по результатам выборов 2007 года в правление общины.